# NGC 5187
NGC 5187 este o liner situată în constelația Câinii de Vânătoare. A fost descoperită în 20 martie 1787 de către William Herschel. Se află la o distanță de 104,86 megaparseci de Pământ.